# Bad Luck Blackie
«Bad Luck Blackie» («Невдаха Чорниш» або «Якщо чорний кіт дорогу перейде…») — короткометражний  мультиплікаційний  комедійний фільм, випущений в 1949 рік у компанією Metro-Goldwyn-Mayer. Режисер Текс Евері, продюсер Фред Куімбі, сценарист Рич Хоган, мультиплікатори: Грант Сіммонс, Волтер Клінтон, Престон Блейр, Луї Шмітт, композитор Скотт Бредлі.
Займає 15 місце в списку 50 найвизначніших мультфільмів за версією історика мультиплікації Джеррі Бека.

## Сюжет
Мультфільм починається зі сцени, в якій грубий бульдог мучить біле кошеня. Намагаючись втекти від свого мучителя, кошеня зустрічає бродячого чорного кота, який пропонує йому вирішити проблему з собакою (на його візитній картці значиться: «Bad Luck Company. Paths Crossed — Guaranteed Bad Luck» — Компанія «Невдача». перейшли дорогу — гарантована невдача.) Чорний кіт демонструє кошеняті свої можливості, перебігши дорогу бульдогові що наближався — тут же на голову пса падає горщик з квіткою, який відправляє його в нокаут.
Чорний вручає кошеняті свисток зі словами «Буду потрібен — тільки свистни!» Далі протягом фільму бульдог неодноразово намагається розправитися з кошеням. Але всякий раз той встигає подути в свисток. Негайно дорогу бульдогові перебігає Чорний кіт і з бульдога зустрічає невезіння (найчастіше падає на голову важкий предмет, на кшталт ковадла або сейфа).
В кінці фільму бульдог фарбує Чорного кота в білий колір, і ефект невезіння зникає. Але біле кошеня приходить на допомогу своєму рятівникові, вимазавшись в чорну фарбу і повторивши трюк з перебігання дороги.

## Культурні впливи
- У 1952 рік у студія Warner Bros. випустила в рамках циклу «Merrie Melodies» короткометражний мультфільм Feed the Kitty, що представив глядачам двох нових персонажів: бульдога по імені Марк Антоній і кошеня Пуссіфута (англ. Pussyfoot). В основі фільму лежала прямо протилежна ситуація — бульдог здружився з маленьким кошеням і взяв його під свою опіку.
- Серія «Vendredi 13» («Wrong Side of the Bed») французького мультсеріалу «Оггі і таргани» містить пряму алюзію на фільм «Bad Luck Blackie». Дія серії відбувається в п'ятницю 13-го числа. Таргани, дізнавшись що головний герой серіалу кіт Оггі забобонний, мучать його, влаштовуючи йому різні неприємності. У фіналі серії, вимазавшись чорною фарбою, Оггі вже сам переслідує своїх мучителів-тарганів, і з ними відбуваються трагічні події, що закінчуються падінням на них шафи, автобуса, морського лайнера, літаючої тарілки і Місяця.

## Реліз
Випускався відеокомпанією «MGM/UA Home Video» на VHS. Крім нього також в збірнику містилися інші короткометражні мультфільми: «Кіт, який ненавидів людей» (англ. The Cat that Hated People), «Будинок завтрашнього дня» (англ. The House of Tomorrow), «Втомився, як собака» (англ. Doggone Tired) та інших.